# Bouvesse-Quirieu
Bouvesse-Quirieu ist eine französische Gemeinde mit 1.493 Einwohnern (Stand: 1. Januar 2022) im Département Isère in der Region Auvergne-Rhône-Alpes. Sie gehört zum Arrondissement La Tour-du-Pin und ist Teil des Kantons Morestel. Die Einwohner werden Bouvessards genannt.

## Geografie
Bouvesse-Quirieu liegt etwa 45 Kilometer ostnordöstlich von Lyon an der Rhone. Umgeben wird Bouvesse-Quirieu von den Nachbargemeinden Montalieu-Vercieu im Norden, Serrières-de-Briord im Nordosten, Montagnieu im Osten, Briord im Südosten, Creys-Mépieu im Süden und Südosten, Courtenay im Süden und Südwesten sowie Charette im Westen und Nordwesten.
Durch die Gemeinde führt die frühere Route nationale 75 (heutige D1075).

## Bevölkerungsentwicklung
| Jahr                       | 1962 | 1968 | 1975 | 1982 | 1990 | 1999 | 2006 | 2013 |
| -------------------------- | ---- | ---- | ---- | ---- | ---- | ---- | ---- | ---- |
| Einwohner                  | 926  | 1039 | 1038 | 1067 | 998  | 970  | 1262 | 1480 |
| Quellen: Cassini und INSEE |      |      |      |      |      |      |      |      |

## Sehenswürdigkeiten
- Kirche aus dem 19. Jahrhundert
- Kapellenruine aus dem 12. Jahrhundert
- Burgruine Quirieu aus dem 13. Jahrhundert, spätere Nutzung aus dem 14./15. Jahrhundert
- Schloss Bouvesse
- Brücke von Briord